# Cephalaria ekimiana
Cephalaria ekimiana är en tvåhjärtbladig växtart som beskrevs av R. S. Göktürk och H. Sümbül. Cephalaria ekimiana ingår i släktet jätteväddar, och familjen Dipsacaceae. Inga underarter finns listade i Catalogue of Life.